# Кулахметов Гафур Юнусович
Гафур (Габдулгафур) Юнусович Кулахметов (Кулахметьєв, тат. Гафур Коләхмәтов, нар. 22 квітня (4 травня) 1881, Пенза, Росія — 1 квітня 1918, Татарські Юнки, Пензенська губернія, Мордовія, Росія) — діяч татарської культури, драматург, перший татарський пролетарський письменник, перекладач. Революціонер, громадський діяч.

## Біографія
Народився в сім'ї дрібного промисловця. У 1902 закінчив Казанську вчительську школу, в 1902—1912 роках вчителював у Пороховій Слободі в Казані.
Учасник революційного руху в Російській імперії з 1902. Брав участь в нелегальних гуртках соціал-демократів, читав ленінську «Іскру», вивчав твори К. Маркса. Займався агітаційною діяльністю серед робітників. Перекладав на татарську мову революційну літературу, поширював її з 1903. У 1905 піддався арешту царської влади.
У 1905—1906 співпрацював в демократичній пресі. Був найближчим другом і соратником відомого татарського більшовика Х. Ямашева (редактора першої татарської більшовицької газети «Урал» в 1907).

## Творчість
Літературну діяльність почав в період революції 1905.
Перша його п'єса «Іке фікер» (Дві думки) (1906, опублікована 1929), напівсимволічно відображувала боротьбу двох ідей — червоної і чорної, боротьбу, яка закінчається перемогою «червоної думки» — пролетарської революції, до Жовтневої революції була заборонена цензурою. Також не були дозволені цензурою його п'єси «Ким гаепле» (Хто винен) і «Абу-Джехль» (останню — антирелігійну за змістом — вилучили з друкарні, де вона була вже наполовину набрана). У 1906 опублікував поему «Зруйнований мол», яка закликала до боротьби з царизмом.
У надрукованій в 1908 році п'єсі «Яшь гумер» (Молоде життя) зображено життя революційної молоді. Вперше в татарській літературі показував революційних робочих, розвивав тему пролетарської інтернаціональної солідарності.
Крім того Г. Кулахметовим написано кілька оповідань і газетних статей.